# Johan Fredrik Åbom
Johan Fredrik Åbom, född 30 juli 1817 i Katarina församling, Stockholm, död 20 april 1900 i Sankt Nikolai församling, Stockholms stad, var en svensk arkitekt.

## Biografi

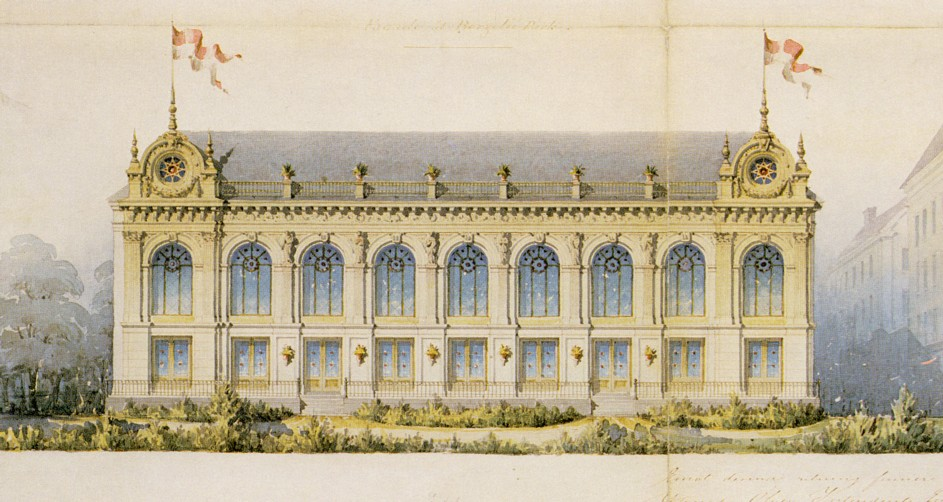
Berns salonger, fasadritning, 1862.

Johan Fredrik Åbom studerade samtidigt med Fredrik Wilhelm Scholander vid Kungliga Konstakademien i Stockholm. Dessförinnan hade han varit murarlärling och elev vid Teknologiska institutet i Stockholm. År 1852 gjorde han en kortare studieresa till Tyskland, för övrigt följde han tidens fackpublikationer.
Efter att ha gått ut Konstakademiens byggnadsskola 1838 och fram till 1882 var han anställd vid Överintendentsämbetet. Under åren 1843–1853 var han fängelsestyrelsens arkitekt. Han hade även många privata uppdrag och var en av grundarna av Stockholms byggnadsförening. Han hade hela landet som verksamhetsfält, med offentliga och enskilda uppdrag. Han ritade hyreshus, banker, hotell, fabriker, sjukhus, stadshus, kyrkor och teatrar.
Johan Fredrik Åbom ritade bland annat Boo herrgård i Närke, som uppfördes i nygotik 1878–1882, och kvarteret Pans västra sida vid Lilla Nygatan 23 i Gamla stan i Stockholm. En av många restaurang- och teaterbyggnader som han ritade var Berns salonger i Stockholm 1862, en restaurang inriktad på varieté- och musikunderhållning skapad för den tyske konditorn Heinrich Robert Berns. Han bearbetade även ritningarna till över 80-talet nya kyrkor. 
Johan Fredrik Åbom var även från 1857 en av de första som ritade kakelugnar för Rörstrands porslinsfabrik. Han är begravd på Norra begravningsplatsen utanför Stockholm.

## Verk i urval
- Fjällskäfte herrgård, Södermanland
- Frimurarehotellet, Kalmar, 1876
- Gamla riksdagshuset, Stockholm
- Gröna gården, Stockholm
- Hamrånge kyrka, Gästrikland
- Hotel Rydberg, Stockholm (interiören)
- Hälleforsnäs Bruk, (tillhörande byggnader), Södermanland
- Katarina västra skola, Stockholm 1856
- Frimurarhuset, Gävle, 1871
- Jönköpings högre allmänna läroverk gymnastikbyggnad i Jönköping, 1881
- Kevinge gård, Uppland, ombyggnad
- Kjesäter herrgård Södermanland
- Kvarteret Midas 7, Stockholm
- Lösens kyrka, Blekinge
- Linköpings stadshus, tidigare läroverk
- Lyckås herrgård, Småland
- Maria gamla skola, Stockholm, 1864
- Njurunda kyrka, Medelpad
- Länsresidenset, Jönköping, 1884–1886
- Länsresidenset, Karlstad
- Råneå kyrka, Norrbotten
- Siljansnäs kyrka, Dalarna
- Stigbergets sjukhus vid Fjällgatan i Stockholm
- Sällskapet, Stockholm
- Södra teatern, Stockholm
- Stockholms Enskilda Bank i Gamla stan
- Stockholms Nation, Uppsala, 1848
- Tanto sockerbruk, Stockholm
- Västerviks läroverk (nuvarande Ellen Key-skolan)

## Bilder, verk i urval

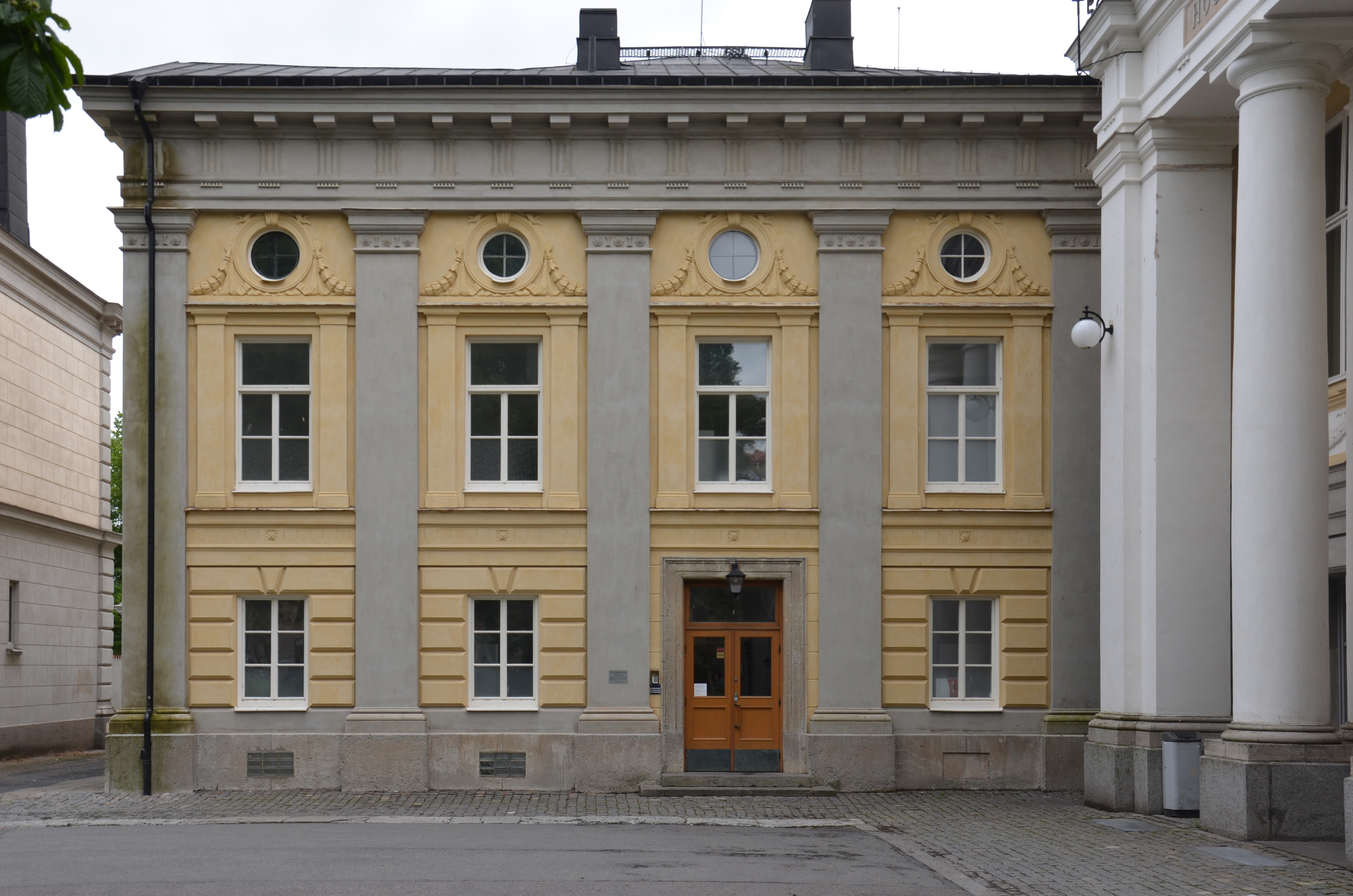
Jönköpings högre allmänna läroverks gymnastikbyggnad i Jönköping, 1881, västra fasaden
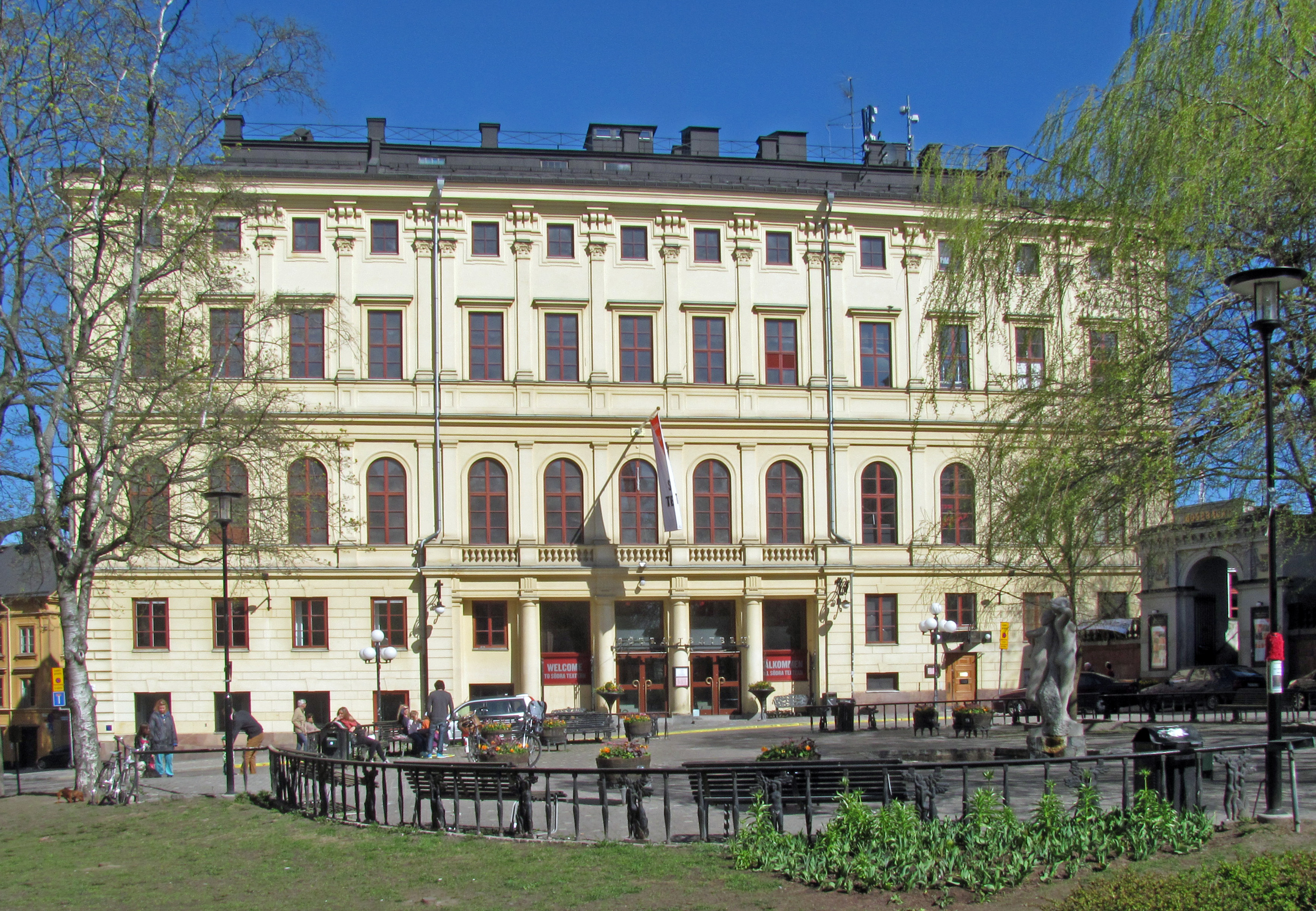
Södra Teatern, Stockholm
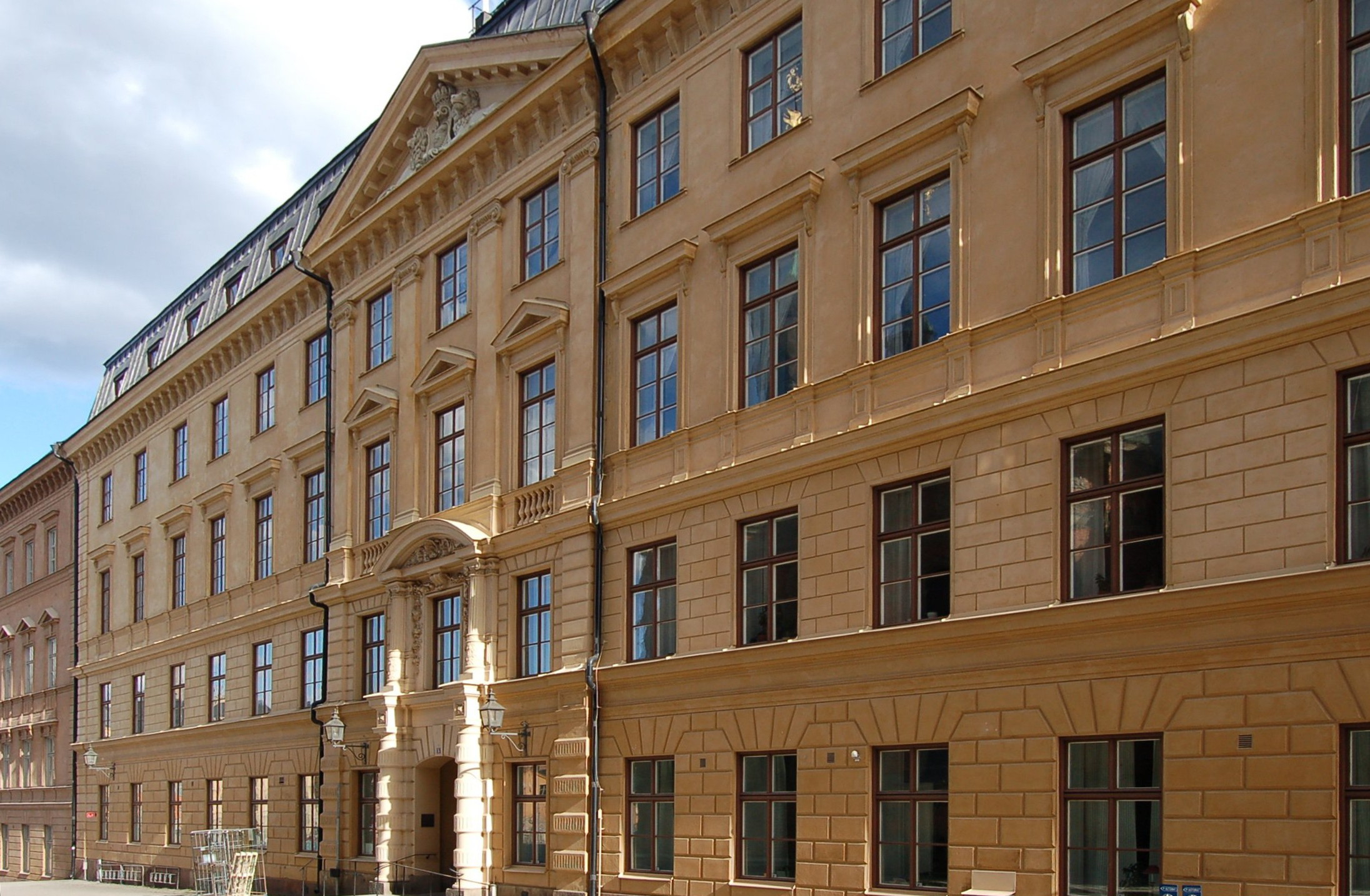
Gamla riksdagshuset, Stockholm
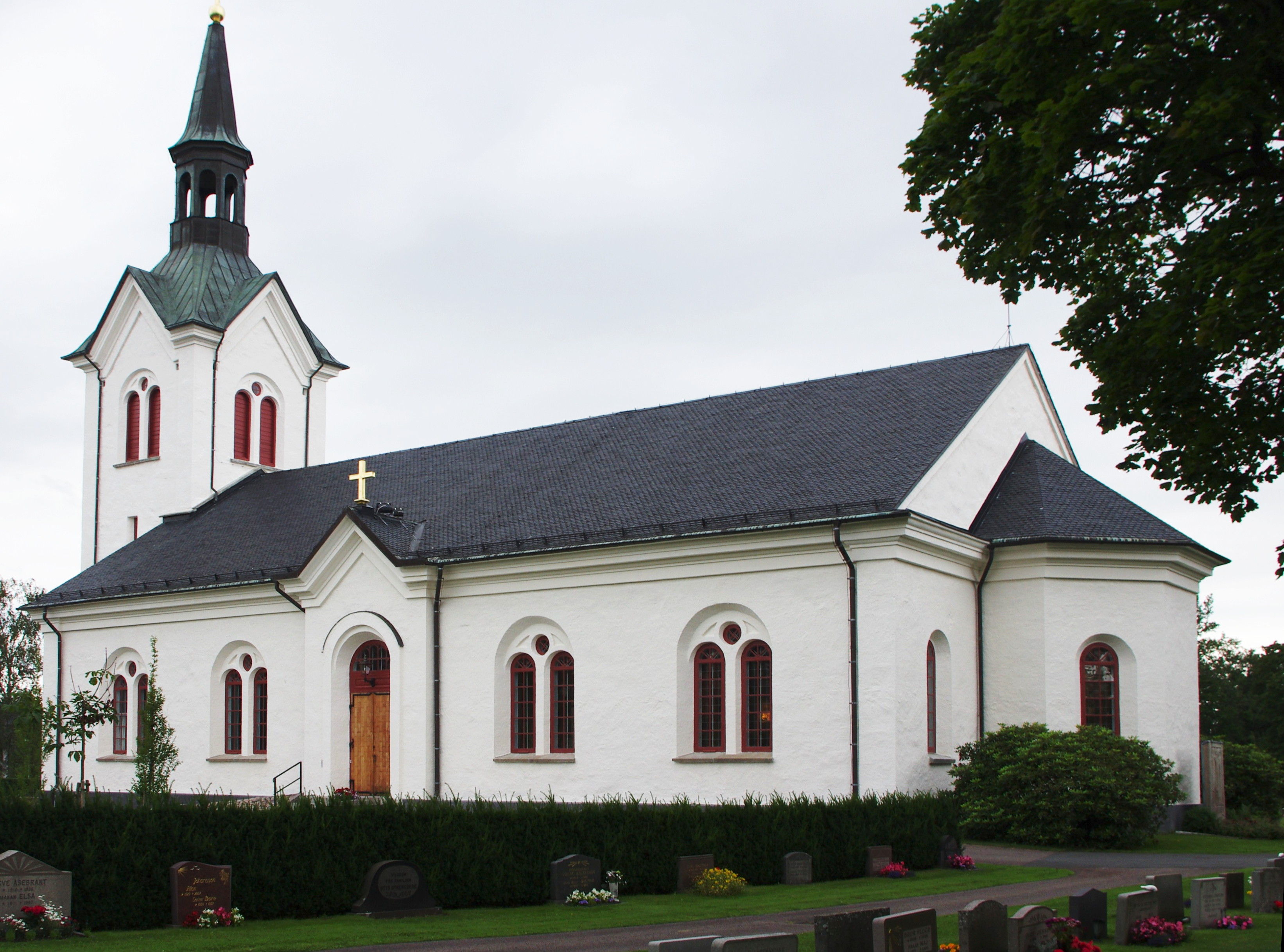
Bankeryds kyrka
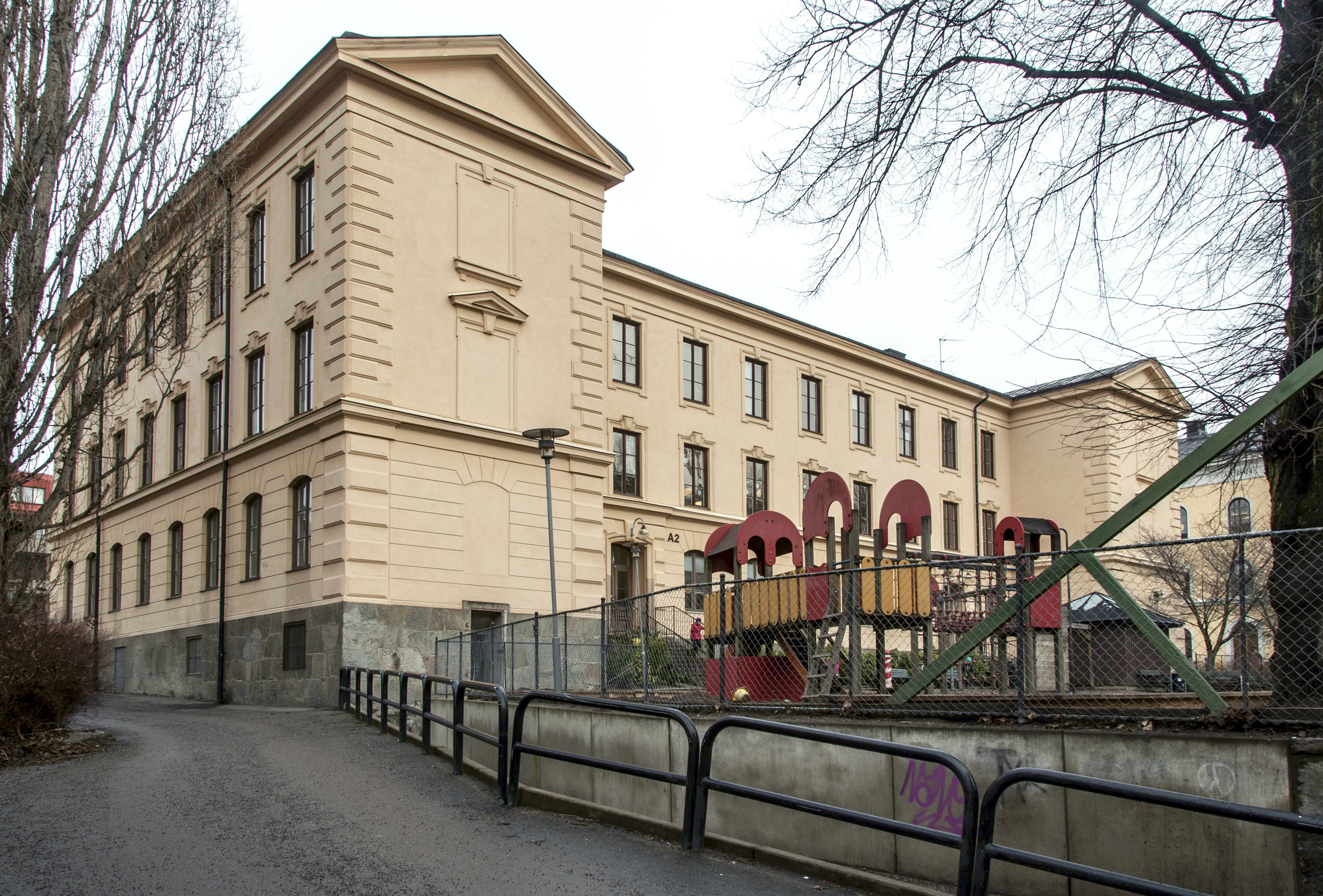
Maria gamla skola

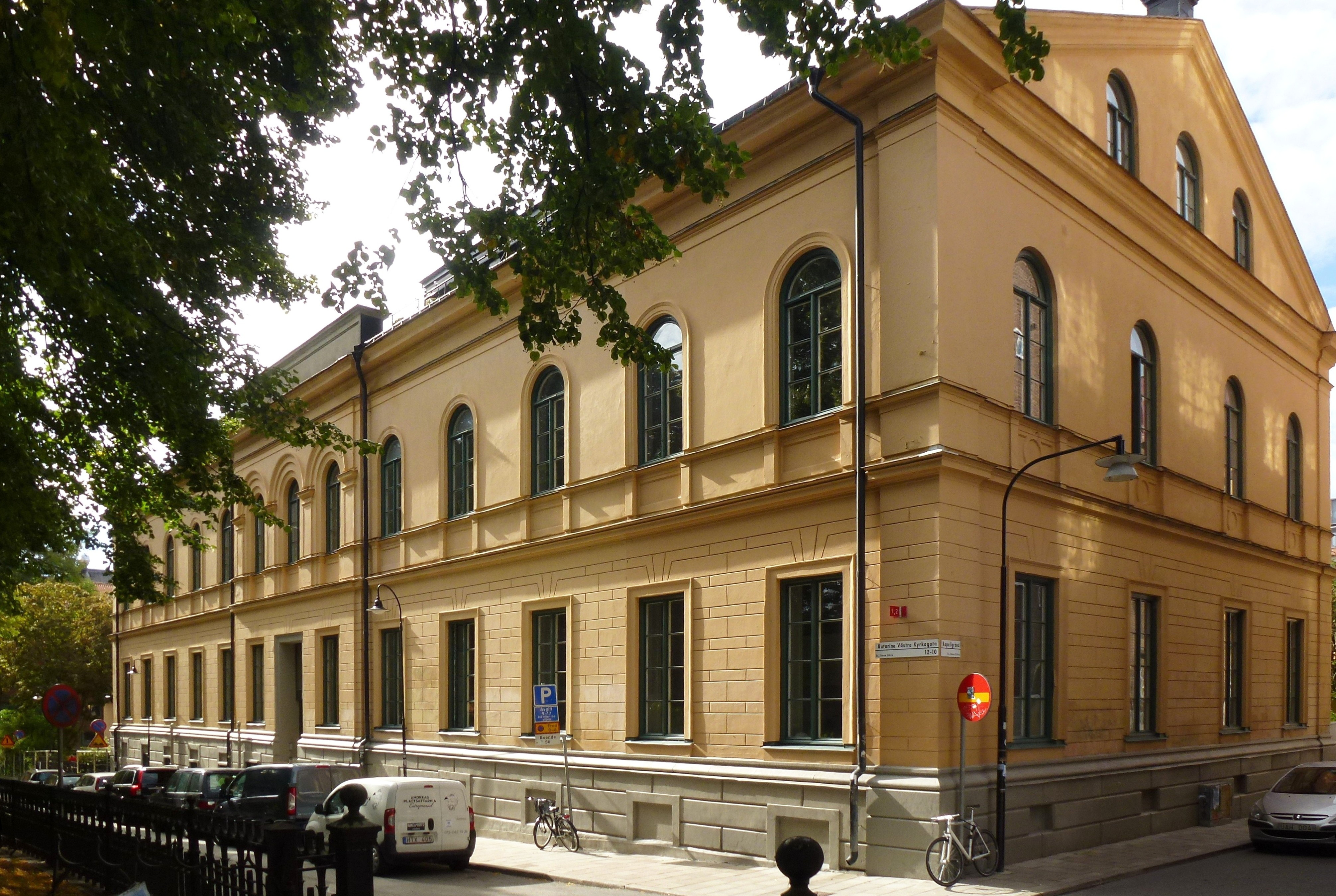
Katarina västra skola, Stockholm
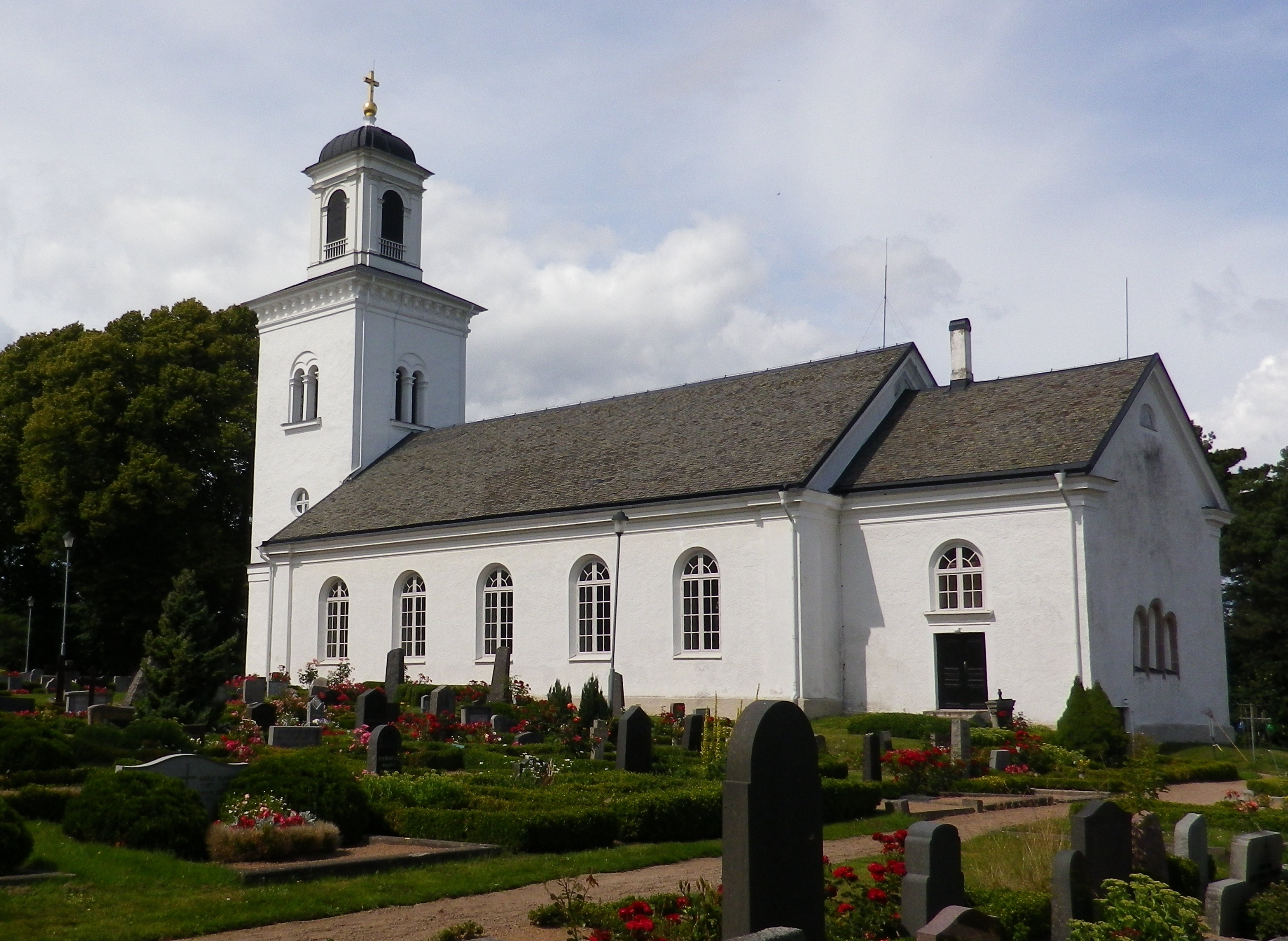
Lösens kyrka
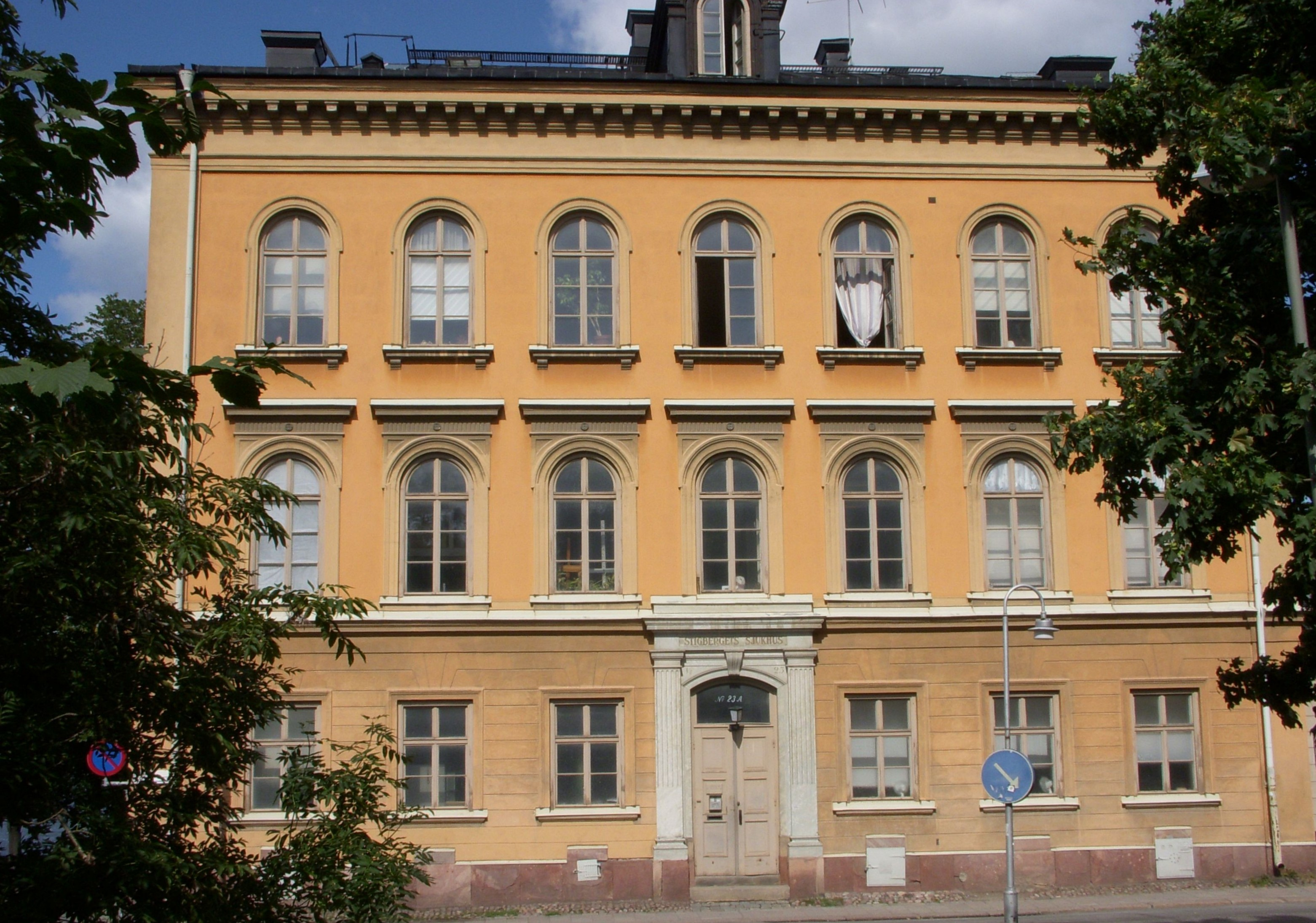
Stigbergets sjukhus, Stockholm
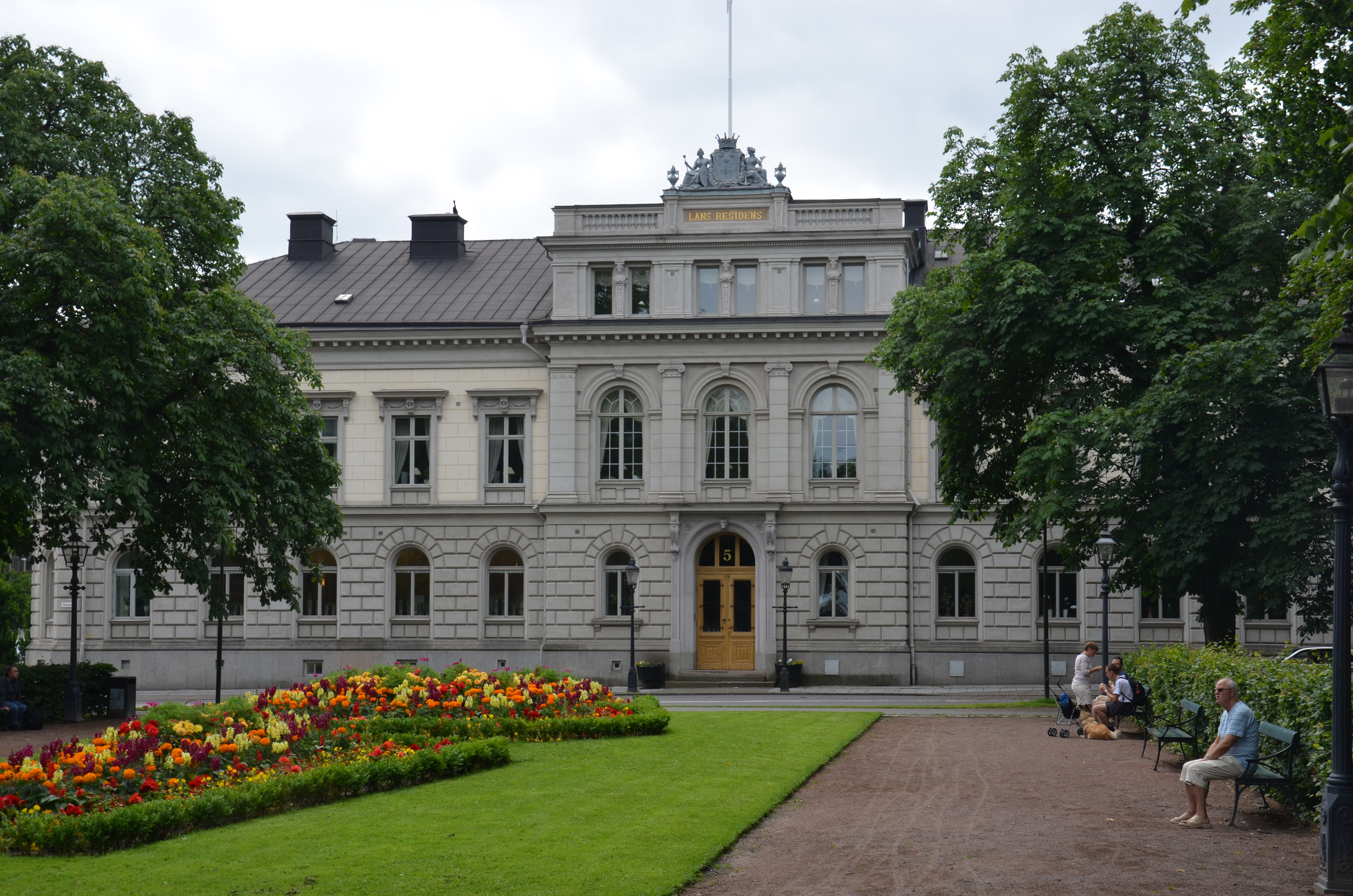
Länsresidenset, Jönköping